# Costantino Crosa
Costantino Crosa (Biella, 12 febbraio 1889 – Molino Vecchio, 18 giugno 1918) è stato un militare italiano, decorato di medaglia d'oro al valor militare alla memoria nel corso della prima guerra mondiale.

## Biografia
Nacque a Biella il 12 febbraio 1889, figlio di Pietro e di Marianna Ceria. Dopo aver conseguito la licenza liceale presso il Liceo "Carlo Alberto" di Novara si iscrisse alla facoltà di giurisprudenza dell'università di Torino.  Interruppe gli studi per arruolarsi nel Regio Esercito, iniziando poi a frequentare un corso per allievi ufficiali di complemento presso il 58º Reggimento fanteria. Nominato sottotenente nel gennaio 1913, fu assegnato in servizio di prima nomina al 49º Reggimento fanteria. Fu congedato nel luglio 1914 riprendendo gli studi interrotti, e collaborando alla gestione della azienda commerciale di famiglia. Richiamato in servizio alla mobilitazione generale fu assegnato al 162º Reggimento fanteria, e dopo l'inizio delle ostilità con l'Impero austro-ungarico raggiunse il settore di Asiago tra campo Poselaro e Passo del Trughele, partecipando alle operazioni militari contro Mascai di Sotto-Costesin. Dopo essere stato promosso tenente, nel dicembre 1915 fu trasferito a formare i quadri del neocostituito 201º Reggimento fanteria della Brigata Sesia e nel marzo 1916, promosso capitano, assunse il comando della 10ª Compagnia, raggiunse il fronte dell'Isonzo. Il 16 maggio, all'inizio della Strafexpedition nel Trentino, contrastò l'avanzata nemica sull'altipiano di Tonezza e nella seguente controffensiva del mese di giugno raggiunse ed occupò Monte Maio, catturando dei prigionieri. Nel mese di settembre, inviato sul Carso, partecipò alla ottava battaglia dell'Isonzo nel settore Oppacchiasella-Castagnevizza. Dopo un breve periodo di ricovero in ospedale a San Donà di Piave per un attacco di malaria, rientrò in linea ancora convalescente e, dopo la sconfitta nella battaglia di Caporetto, nell'ottobre 1917, e il seguente ripiegamento dell'esercito dapprima sul Tagliamento e poi sulla linea del Piave, agì in retroguardia a protezione delle truppe defluenti dalla Piazza di Gorizia. Schierato sulla linea Villanova–Molino Nuovo–Casa Martini, a partire dal 15 giugno 1918, data di inizio della battaglia del solstizio, combatte a difesa del caposaldo di Molino Vecchio, poco a sud di Candelù, respingendo per tre giorni ogni attacco lanciato dal nemico. Nel corso della strenua difesa, ferito più volte, cadde in combattimento il 18 giugno colpito a morte da una granata. Per onorarne il coraggio con Decreto Luogotenenziale del 23 marzo 1919 fu insignito della medaglia d'oro al valor militare alla memoria. L'università di Torino lo insignì, post mortem, ad "honorem" della laurea in giurisprudenza. È sepolto nel Cimitero monumentale di Oropa.

### Fonti
1. 1 2 3 4 5 6 7 8 9 10  Combattenti Liberazione.
2. 1 2  Carolei, Greganti, Modica 1968, p. 90.
3. 1 2 3  Coltrinari, Ramaccia 2018, p. 86.
4. ↑   AA.VV. (SEFIT - Servizi funerari di Utilitalia), OROPA (Biella) - Cimitero del Santuario (PDF), in ATLANTE cimiteri significativi italiani, Ministero della Cultura, 2018. URL consultato il 4 giugno 2024.
5. ↑  Medaglie d'oro al valor militare sul sito della Presidenza della Repubblica